# Nekrolog 1363
Nekrolog
◄◄
| ◄
| 1359
| 1360
| 1361
| 1362
| 1363 | 1364 | 1365 | 1366 | 1367 | ► | ►►
Weitere Ereignisse | Allgemeiner Nekrolog 1363
Die Beschreibung der verstorbenen Person sollte so kurz wie möglich gehalten sein und nur deren signifikante Tätigkeit(en) enthalten.
Neue Namen ggf. auch unter dem Geburts- und Sterbedatum, also etwa unter 1. Januar und im Geburts- und Sterbejahr (2024) eintragen (nur bei entsprechender großer Wichtigkeit). Für Beispiele siehe die schon vorhandenen Artikel.
Außerdem über die fünf zuletzt Verstorbenen, zu denen es einen ausreichend guten Artikel für eine Präsentation auf der Hauptseite gibt, nach der todesbedingten Überarbeitung der Artikel ggf. auch unter Wikipedia Diskussion:Hauptseite informieren und sie am besten auch in den anderen Wikipedia-Sprachversionen eintragen. Tipp: Regelmäßig bei news.google.de nach „ist tot“, „gestorben“ oder „verstorben“ suchen.
Wenn eine Person gestorben ist, gibt es viele Seiten zu dieser Person in der Wikipedia, die davon auch betroffen sind und entsprechend aktualisiert werden müssen. Beispiele: Namenübersichtsseite, Geburtsjahr, Geburtsort-Seiten und viele mehr.
Wie finde ich die betroffenen Seiten?
Im Suchfeld auf der linken Seite gibt man den Suchbegriff so ein: „Vorname Nachname“. Dann klickt man auf Volltext und alle Seiten mit entsprechendem Suchtext werden aufgerufen. Hier sieht man dann schnell, wo auch das Todesjahr Sinn macht oder sogar ein Teil des Artikels angepasst werden muss. Auch hilft das „Werkzeug“ auf der linken Seite sehr gut, um solche Seiten aufzufinden: „Links auf diese Seite“. Somit ist die Wikipedia wieder aktuell in allen Bereichen! Hinweis: bei Eintragung der Kategorie „Gestorben JAHR“ wird der Missbrauchsfilter 49 ausgelöst, was jedoch nicht schlimm ist. Siehe: Spezial:Missbrauchsfilter/49
Dies ist eine Liste von im Jahr 1363 verstorbenen bekannten Persönlichkeiten. Die Einträge erfolgen innerhalb der einzelnen Daten alphabetisch sortiert. Tiere sind im Nekrolog für Tiere zu finden.

## Januar
| Tag        | Name                        | Beruf, bekannt als                       | Alter | Beleg |
| ---------- | --------------------------- | ---------------------------------------- | ----- | ----- |
| 13. Januar | Meinhard III.               | Herzog von Oberbayern und Graf von Tirol |       |       |
| 23. Januar | Peter Kröll von Reichenhall | Bischof von Lavant                       |       |       |

## Februar
| Tag        | Name                                    | Beruf, bekannt als     | Alter | Beleg |
| ---------- | --------------------------------------- | ---------------------- | ----- | ----- |
| 6. Februar | Heinrich III. von Braunschweig-Lüneburg | Bischof von Hildesheim |       |       |

## Mai
| Tag     | Name            | Beruf, bekannt als               | Alter | Beleg |
| ------- | --------------- | -------------------------------- | ----- | ----- |
| 10. Mai | Aldouin Alberti | Kardinal der katholischen Kirche |       |       |

## Juli
| Tag      | Name                     | Beruf, bekannt als                                                  | Alter | Beleg |
| -------- | ------------------------ | ------------------------------------------------------------------- | ----- | ----- |
| 15. Juli | Heinrich II. von Neuhaus | böhmischer Adliger, Schiedsrichter des altböhmischen Kreises Pilsen |       |       |

## August
| Tag        | Name                | Beruf, bekannt als   | Alter | Beleg |
| ---------- | ------------------- | -------------------- | ----- | ----- |
| 29. August | Philipp von Navarra | Graf von Longueville |       |       |

## September
| Tag           | Name              | Beruf, bekannt als                    | Alter | Beleg |
| ------------- | ----------------- | ------------------------------------- | ----- | ----- |
| 21. September | Johann Wittenborg | Lübecker Bürgermeister im Mittelalter |       |       |

## Oktober
| Tag         | Name                   | Beruf, bekannt als                                                                                         | Alter | Beleg |
| ----------- | ---------------------- | --- | ----- | ----- |
| 21. Oktober | Hugues Roger           | Kardinal, Camerlengo                                                                                       |       |       |
| 27. Oktober | Matthäus an der Gassen | Fürstbischof von Brixen                                                                                    |       |       |
| 28. Oktober | Lupold von Bebenburg   | Rechtsgelehrter, Offizial des Würzburger Bischofs, als Lupold/Leopold III. Bischof von Bamberg (1353–1363) |       |       |

## Dezember
| Tag          | Name                                      | Beruf, bekannt als   | Alter | Beleg |
| ------------ | ----------------------------------------- | -------------------- | ----- | ----- |
| 10. Dezember | Elizabeth de Burgh, 4. Countess of Ulster | anglo-irische Adlige | 31    |       |

## Datum unbekannt
| Tag | Name                   | Beruf, bekannt als                                       | Alter | Beleg |
| --- | ---------------------- | -------------------------------------------------------- | ----- | ----- |
|     | Johannes Komnenos Asen | bulgarischer Adliger und serbischer Despot von Valona    |       |       |
|     | Blanche von Namur      | Königin von Schweden und Norwegen                        |       |       |
|     | Simone Boccanegra      | erster Doge von Genua                                    |       |       |
|     | Friedrich von Hutten   | Schultheiß von Frankfurt am Main, Landvogt der Wetterau  |       |       |
|     | Wicker Frosch          | Frankfurter Patrizier und Geistlicher                    |       |       |
|     | Gerhard von Ehrenberg  | Bischof von Speyer (1336–1363)                           |       |       |
|     | Gottfried von Arnsberg | römisch-katholischer Bischof                             |       |       |
|     | Herdis Torvaldsdatter  | norwegische Großgrundbesitzerin                          |       |       |
|     | Johann I.              | Herr von Châtillon und Crécy, Großmeister von Frankreich |       |       |
|     | Longchen Rabjam        | tibetischer Buddhist                                     |       |       |
|     | Ténoch                 | Herrscher des Aztekenreiches                             |       |       |
|     | Matteo Villani         | italienischer Kaufmann und Geschichtsschreiber           |       |       |